# Connie Evingson
Connie Evingson (Hibbing, Minnesota, 1962 –) amerikai dzsessz- és popénekesnő.

## Pályakép
Szülei rajongtak a zenéért, így Evingson Duke Ellington, Ella Fitzgerald, Sarah Vaughan, Tony Bennett, a Lambert, Hendricks & Ross  hallgatása közben nőtt fel. Fiatal korában egyházi, iskolai kórusokban énekelt. Miután 1980-ban végzett a Minnesotai Egyetemen és profi énekesként kezdett dolgozni Minnesotában. Az 1980-as, 90-es években a Moore by Four énekegyüttes tagja volt.
Peggy Lee tiszteletére koncerteket szervezett, és ekkor ő is rögzítette a Fevert.

## Lemezei
- I Have Dreamed (1995)
- Some Cats Know (1999)
- Fever: A Tribute to Peggy Lee (1999)
- The Secret of Christmas (2002)
- Let It Be Jazz: Connie Evingson Sings the Beatles (2003)
- Gypsy in My Soul (2004)
- Stockholm Sweetnin' (2006)
- Little Did I Dream: Songs by Dave Frishberg (2008)
- Sweet Happy Life (2012)
- All the Cats Join In (2014)